# 11791 Софіяварзар
11791 Софіяварзар (11791 Sofiyavarzar) — астероїд головного поясу, відкритий 26 вересня 1978 року.
Тіссеранів параметр щодо Юпітера — 3,358.